# Tmesipteris vanuatensis
Tmesipteris vanuatensis är en kärlväxtart som beskrevs av A.F. Braithw. Tmesipteris vanuatensis ingår i släktet Tmesipteris och familjen Psilotaceae. Inga underarter finns listade i Catalogue of Life.